# El Zonteco
El Zonteco es una localidad del Municipio de Huajicori, Nayarit. (México).
Se localiza geográficamente en los 22º41'50" N y los 105º09'52" W, tiene una altitud de 100 m s. n. m., se ubica en las riveras del Río Acaponeta.
Según el INEGI, en el año 2000, se registraron 163 habitantes, en su mayoría de ascendencia indígena tepehuana.
Es parte del Ejido de Quiviquinta, se produce maíz, nanchi y limón.
Hay cría de ganado vacuno, equino y porcino.